# عامر خان (لاعب كرة قدم)
عامر خان (4 يونيو 1983 ببيروت في لبنان - ) هو لاعب كرة قدم لبناني في مركز الوسط. شارك مع منتخب لبنان لكرة القدم. أما مع النوادي، فقد لعب مع نادي الصفاء.

## وصلات خارجية
- عامر خان على موقع قاعدة بيانات كرة القدم.إي يو (الإنجليزية)
- عامر خان على موقع ناشيونال فوتبول تيمز (الإنجليزية)